# جبل الأمل (كندا)
جبل الأمل هو أحد القمم الرئيسية لسلسلة جبال المحيط الهادئ لجبال الساحل الجنوبي في كولومبيا البريطانية بكندا. تقع مباشرة غرب بحيرة تشيلكو، وترتفع أعلى قمة في الكتلة الصخرية بين الأذرع الجنوبية للبحيرة.
غرب جبل الأمل يوجد الوادي العلوي لنهر ساوثجيت، الذي يصب في مدخل بوت بالقرب من مصب نهر هوماثكو؛ عبر بوابة ساوثجيت إلى الغرب يقع حقل هوماثكو الجليدي، وهو أحد أكبر الكتل الجليدية في جبال الساحل. إلى الجنوب من جبل الأمل يوجد نهر بيشوب، أحد روافد نهر ساوثجيت، وبعده يقع جبل رالي. غرب الممر بين نهر ساوثجيت وبحيرة شيلكو، وشمال حقل هوماثكو الجليدي، توجد سلسلة من التلال يتوجها جبل الملكة بيس.

## التسمية
اسم جبل الأمل من السفينة التي تحمل اسمه، سفينة الأمل الجيد الذي غرق قبالة سواحل تشيلي في معركة كورونل في 1 نوفمبر 1914. تحمل القمم الأخرى داخل نفس الكتلة أيضًا أسماء سفن من الحرب العالمية الأولى، مثل جلاسكو ودون تريدر.